# Rudolf Rittner
Rudolf Rittner (Weißbach, 30 giugno 1869 – Weißbach, 4 febbraio 1943) è stato un attore, sceneggiatore e regista tedesco.

## Biografia
Nato nei Sudeti, lasciò la città natale all'età di dodici anni per studiare musica al Conservatorio di Vienna. Nel 1887, all'insaputa dei suoi genitori, lasciò il Conservatorio per trasferirsi alla scuola di recitazione. Dopo aver conseguito il diploma, lavorò a Berlino, nel Königsstädtisches Theater, a Colonia e ad Amburgo. Si rivelò nel 1893, nella parte di Hans nella prima mondiale di Giovinezza di Max Halbe. L'anno seguente passò al Deutsches Theater di Berlino, dove fu fra i maggiori interpreti del Teatro naturalista. Interpretò nello stile naturalista opere drammatiche di Friedrich Schiller, Henrik Ibsen, Arthur Schnitzler e soprattutto Gerhart Hauptmann. Fu ammirato soprattutto nell'espressione della sofferenza, dell'inquietudine e della ribellione improvvisa e violenta. Portò al trionfo Florian Geyer di Hauptmann, che alla prima rappresentazione, nel 1895, era caduto. Dopo esser rimasto dieci anni al Deutsches Theater, nel 1905 passò al Lessingtheater di Berlino, al seguito dell'impresario Otto Brahm.
Due anni dopo, nel 1907, all'età di 38 anni, al culmine della sua carriera, abbandonò il teatro fra la sorpresa generale e si ritirò nella città natale per dedicarsi alla gestione di una fattoria agricola. Ritornò come regista nel 1913 al Deutsches Künstlertheater per il Festspiel in deutschen Reimen di Hauptmann. Poi si ritirò definitivamente dalle scene teatrali. Nel 1922 iniziò la sua carriera di attore cinematografico muto.
Scrisse anche due opere teatrali: Wiederfinden (nel 1901) e Narrenglanz (nel 1906).

## Filmografia

### Attore
- Väter und Söhne (1930) regia di Victor Sjöström
- Der fröhliche Weinberg, regia di Jacob Fleck e Luise Fleck (1927)
- Der Meister von Nürnberg (1927) regia di Ludwig Berger
- L'erede dei Grishus (Zur Chronik von Grieshuus, 1925) regia di Arthur von Gerlach
- Die Nibelungen: Kriemhilds Rache (1924) regia di Fritz Lang
- I nibelunghi (Die Nibelungen: Siegfried, 1924) regia di Fritz Lang
- Ein Glas Wasser (1923) regia di Ludwig Berger
- Der Graf von Charolais (1922) regia di Karl Grune
- L'erede dei Grishus (Zur Chronik von Grieshuus), regia di Arthur von Gerlach (1925)

### Sceneggiatore
- Der Meister von Nürnberg (1927) regia di Ludwig Berger